# Itaharassi Bomfim Junior
Itaharassi Bomfim Junior é um servidor público brasileiro e inspetor-geral da Guarda Municipal do Rio de Janeiro (GM-Rio). Em 14 de agosto de 2025, foi empossado como inspetor-geral da corporação pelo prefeito Eduardo Paes, tornando-se o terceiro guarda municipal de carreira a ocupar o cargo mais alto da instituição.

## Carreira
Ingressou na GM-Rio em 1992, somando mais de três décadas de serviços prestados à corporação. Ao longo da trajetória, comandou diversas unidades operacionais, como o Grupo de Ações Especiais (GAE), as 1ª, 7ª, 9ª e 13ª Inspetorias, além do 1º Grupamento Especial de Trânsito.
Sua atuação incluiu responsabilidades em grandes operações e projetos da cidade do Rio de Janeiro, como o planejamento operacional da GM-Rio para a Copa das Confederações (2013), a Copa do Mundo (2014) e os Jogos Olímpicos e Paralímpicos Rio 2016. Em 2013, foi nomeado coordenador de trânsito e integrou a equipe enviada a Roma, no Vaticano, para levantamento logístico da Jornada Mundial da Juventude.

## Formação
É graduado em Gestão de Recursos Humanos e possui cursos de extensão nas áreas de Planejamento Urbano e Segurança, Planejamento Estratégico, Políticas Públicas e Gestão de Liderança em Equipes, todos pela FGV.

## Posse no comando da GM-Rio
A posse ocorreu em cerimônia na sede da instituição, em São Cristóvão, Zona Norte do Rio, na manhã de 14 de agosto de 2025. No discurso, o prefeito Eduardo Paes destacou a relevância da corporação para a cidade e mencionou a intenção de ampliar o efetivo. Em sua fala, o novo comandante ressaltou o compromisso com a segurança, o bem-estar da população e o fortalecimento institucional da GM-Rio.